# Ильинская, Тамара Ильинична
Тамара Ильинична Ильинская (1910—1991) — советский режиссёр, актриса и педагог.
Возглавляла в течение 20 лет театральную студию Дворца Пионеров и «Театр на Газетном» в Ростове-на-Дону.

## Биография
Родилась в Брянске в 1910 году в семье театрального режиссёра Ильинского.
В 1927 году окончила школу-студию ТРАБ (театр рабочей молодёжи) в г. Сталинграде. Затем работала в театральных труппах Куйбышева, Нижнего Новгорода, Ташкента.
В 1950 году приехала в Ростов-на-Дону. С 1954 года возглавила театральную студию Дворца пионеров города. За 20 лет работы во Дворце здесь были поставлены десятки спектаклей, многие из которых становились событиями в культурной жизни города.
С 1964 по 1986 годы параллельно была режиссёром-постановщиком театра на Газетном. Эта театральная студия воспитала много профессиональных артистов и режиссёров: режиссёр — А. Васильев, актриса — Е. Глушенко, сценарист и режиссёр — Г. Тростенецкий, сценарист и режиссёр — Г. Феттинг, актриса — Е. Прудникова, кинорежиссёр — А. Назыкян и многие другие.
Умерла в 1991 году, похоронена в Ростове-на-Дону.

## Память
- По инициативе учеников Ильинской в 2000 году на здании Дворца пионеров появилась мемориальная доска в её честь.[1]
- Имя Тамары Ильинской увековечено на «Аллее звёзд» в Ростове-на-Дону. Открытие именной звезды артистки состоялось 24 сентября 2011 года. Именная звезда в честь Тамары Ильинской стала третьей по счёту.[2]